# Corvinus nemzetközi gyorsvonat
A Corvinus nemzetközi gyorsvonat (korábban: Corvinus IC) egy a MÁV-START, a GYSEV, és az ÖBB által közlekedtetett gyorsvonat volt, ami Pécs és Bécs Südbahnhof között közlekedett.

## Történet
Az első járat 2004. december 12-én indul InterCity vonatként Pécs – Dombóvár alsó – Kaposvár – Gyékényes – Nagykanizsa – Szombathely – Sopron – Bécsújhely – Bécs Südbahnhof viszonylatban. A vonat általában két Bpmz 20-71 sorozatú 2. osztályú, egy Apmz 10-71 sorozatú 1. osztályú, és egy WRRmz sorozatú étkezőkocsival közlekedett. A vonat bizonyos időszakokban Szombathely és Bécs között a Keszthely – Bécs viszonylatú gyorsvonattal egyesítve közlekedett.
2005. december 11-től a vonat Kaposvár helyett Barcson keresztül közlekedett. 
2008-ban a vonat nyári főszezonban Szombathely és Bécs között a Budapest-Keleti – Siófok – Keszthely – Szombathely – Sopron – Bécs viszonylatú Balaton IC-vel egyesítve közlekedett, elő- és utószezonban ezek a közvetlen kocsik csak Keszthelyig közlekedtek gyorsvonatként.
2008. december 14. és 2009. december 12. között a vonat nem közlekedett, ekkor indult el a Zágráb – Bécs viszonylatú Zágráb IC, ami Gyékényes és Bécs között a Corvinus IC-t pótolta.
2009. december 13-tól újraindult a vonat, ami Gyékényes és Bécs között a Zágráb IC-vel egyesítve közlekedett. Ekkor már nem voltak közvetlen keszthelyi kocsijai.
2010. december 12-től mindkét vonat nemzetközi gyorsvonatként közlekedett.
2012-ben a bécsi Südbahnhof átépítése miatt a vonat csak Bécs Meidling állomásig közlekedett.
2012. december 8-án megszűnt, helyét egy Pécs – Sopron viszonylatú személyvonat vette át, ami csak nevében volt személyvonat, mert megállását tekintve sebesvonatnak volt mondható, ezt 2021-től a Pannónia InterRégió vonat váltotta fel, ami csak Szombathelyig közlekedik. 2022. szeptember 17 és 18-án megrendezésre került Retró Hétvégén egyes Pannónia IR-vonatok a klasszikus Corvinus IC-t megidéző összeállítással közlekedtek.

## Vonatösszeállítás
A 2012-es év szerint:

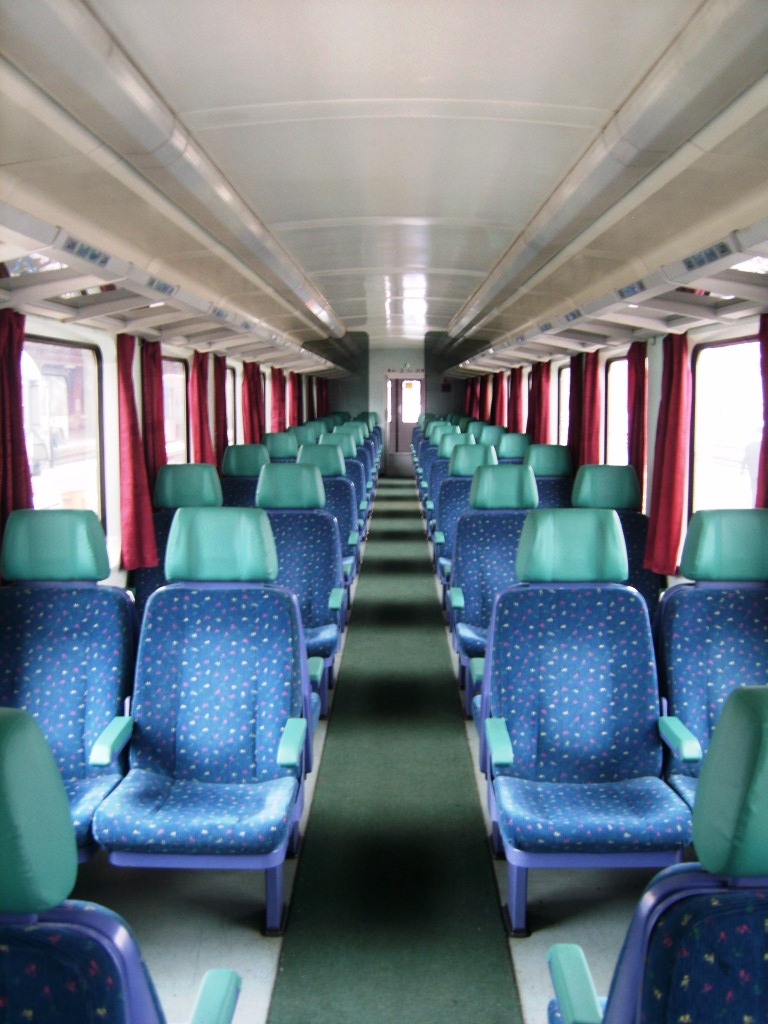
MÁV Bpmz 20-71 sorozatú személykocsi utastere.

- MÁV M41 dízelmozdony (Pécs–Szombathely)
- GYSEV V43 villamosmozdony (Szombathely–Sopron)
- ÖBB 2016 dízelmozdony (Sopron–Bécs)
- 3 db START By/Byee) (Pécs–Szombathely)
- 1 db START Bpmz (Pécs–Bécs)
- 2 db HŽPP Bee* (Gyékényes–Bécs)

A *-gal jelölt kocsik a zágrábi vonat kocsijai.

## Megállóhelyei
| 2004–2005-ben - Pécs - Szentlőrinc - Dombóvár alsó - Kaposvár - Gyékényes - Nagykanizsa - Zalaszentiván - Szombathely - Bük - Sopron - Nagymarton (Mattersburg) - Bécsújhely Hauptbahnhof (Wiener Neustadt Hauptbahnhof) - Bécs Südbahnhof (Wien Südbahnhof) | 2005 és 2010 között - Pécs - Szentlőrinc - Szigetvár - Barcs - Gyékényes - Nagykanizsa - Zalaszentiván - Szombathely - Bük - Sopron - Nagymarton (Mattersburg) - Bécsújhely Hauptbahnhof (Wiener Neustadt Hauptbahnhof) - Baden bei Wien - Bécs Meidling (Wien Meidling) - Bécs Südbahnhof (Wien Südbahnhof) | 2010 után - Pécs - Mecsekálja-Cserkút - Bicsérd - Szentlőrinc - Szentdénes - Nagypeterd - Szigetvár - Molvány - Nemeske - Kisdobsza - Darány - Középrigóc - Barcs felső - Barcs - Gyékényes - Murakeresztúr - Nagykanizsa - Zalaszentiván - Szombathely - Bük - Sopron - Nagymarton (Mattersburg) - Bécsújhely Hauptbahnhof (Wiener Neustadt Hauptbahnhof) - Baden bei Wien* - Bécs Meidling (Wien Meidling) - Bécs Südbahnhof (Wien Südbahnhof)* |

A *-gal jelölt állomásokon 2012-ben már nem állt meg.

## Érdekesség
Ez volt az egyetlen olyan magyarországi InterCity vonat, ami nem érintette Budapest területét.